# پخش‌زنده و خارج از برنامه
«پخش‌زنده و خارج از برنامه» (به انگلیسی: Live & off the Record) آلبومی از هنرمند اهل کلمبیا شکیرا است که در سال ۲۰۰۴ میلادی منتشر شد.